# Barrancas (Santa Fe)
Barrancas es una localidad del departamento San Jerónimo, en el Centro Sur de la provincia de Santa Fe, Argentina, ubicada sobre la RN 11, en la orilla occidental del río Paraná.
A 76 km de Santa Fe, a 85 km de Rosario y a 40 km de la ciudad de Galvez. 
Fue fundada por Waldino Baldomero Maradona a raíz de la creación inicial de una Comisión de Fomento de quién fue su organizador.
Sus actividades económicas principales son la agricultura (soja, trigo y maíz) y la industria automotriz (Bombas y cilindros hidráulicos para frenos para automotores principalmente, entre otras) y como lugar de atracción utilizan las costas del río Paraná. Cuenta con un camping que alberga a muchas personas de la región durante la época de verano, debido principalmente a su importante actividad de pesca deportiva. Cuenta además con una amplia playa balnearia, donde se realiza la fiesta provincial del balneario.

## Parajes
- Barrancas del Paranacito
- Campo Ceballos
- Campo Maradona
- Puerto Aragón

## Santo Patrono
- Sagrado Corazón de Jesús, festividad móvil en junio.

En dicha fecha se celebra el "Día del pueblo"

## Creación de la Comuna
- 29 de enero de 1896

Antiguamente, las tierras donde ahora es la localidad de Barrancas, pertenecía a una familia, la cual era dueña de todo el terreno; esta familia, era la apellidada Garcilazo.
La familia estaba constituida por curas y monjas que se dedicaban exclusivamente a la iglesia y la producción agraria.
Con el tiempo, esta adinerada familia fue desapareciendo, a causa de que no tenían herederos, hasta tal punto que dejaron de existir.
Las tierras desde entonces, fueron las llamadas "tierras de nadie", donde luego diferentes personas y familias fueron construyendo sus viviendas sobre estos terrenos, los cuales no tenían dueño, ni nadie que se encargue de ellos.
Así, en el año 1896, se fundó la localidad de Barrancas, con muy escasa población, la cual ahora ronda en los 9000 habitantes.
Hasta el momento se desconoce si existe algún familiar cercano a esta adinerada familia, y si lo hubiese, se convertiría seguramente, en los nuevos dueños de las tierras, donde ahora, es Barrancas.

## Biblioteca Popular de Barrancas
Fundada el 9 de febrero de 1922, ocupa 600 m². Tiene 300 socios y el material bibliográfico es de 9000 volúmenes. 
Horario de atención al público: de lunes a viernes de 17 a 20. Da cursos de:
- Informática
- Inglés: niños y adultos con certificado oficial
- Dibujo: desde los 6 años

### Ubicación geográfica y datos del tiempo
- Coordenadas geográficas
- Coordenadas geográficas

## Parroquias de la Iglesia católica en Barrancas
| Arquidiócesis | Santa Fe de la Vera Cruz |
| ------------- | ------------------------ |
| Parroquia     | Sagrado Corazón de Jesús |

## Personalidades
- Waldino Maradona, político.